# V379 Андромеды
V379 Андромеды (лат. V379 Andromedae) — кратная звезда в созвездии Андромеды на расстоянии приблизительно 3645 световых лет (около 1118 парсеков) от Солнца.

## Характеристики
Первый компонент (HD 218325) — бело-голубая эруптивная неправильная переменная звезда (IA:) спектрального класса B3, или B3V, или B2,5III. Видимая звёздная величина звезды — от +7,85m до +7,7m. Масса — около 6,348 солнечных, радиус — около 12,888 солнечного. Эффективная температура — около 8184 K.
Второй компонент — красный карлик спектрального класса M. Масса — около 102,62 юпитерианских (0,098 солнечной). Удалён на 2,769 а.е..
Третий компонент (HD 218324) — бело-голубая звезда спектрального класса B9, или B8IV. Видимая звёздная величина звезды — +8m. Масса — около 5,955 солнечных, радиус — около 7,735 солнечного. Эффективная температура — около 8864 K. Удалён на 79,8 угловых секунды.
Четвёртый компонент — красный карлик спектрального класса M. Масса — около 178,86 юпитерианских (0,1707 солнечной). Удалён от третьего компонента на 2,711 а.е..